# Liste der Bodendenkmale in Hohen Neuendorf
Die Liste der Bodendenkmale in Hohen Neuendorf enthält alle Bodendenkmale der brandenburgischen Stadt Hohen Neuendorf und ihrer Ortsteile. Grundlage ist die Veröffentlichung der Landesdenkmalliste mit dem Stand vom 31. Dezember 2020. Die Baudenkmale sind in der Liste der Baudenkmale in Hohen Neuendorf aufgeführt.

## Bergfelde
| Gemarkung        | Flur | Kurzansprache                                    | Bodendenkmalnummer | Bemerkung | Bild |
| ---------------- | ---- | ------------------------------------------------ | ------------------ | --------- | ---- |
| Bergfelde (Lage) | 1, 2 | Dorfkern Neuzeit, Dorfkern deutsches Mittelalter | 70282              |           |      |

## Borgsdorf
| Gemarkung                      | Flur | Kurzansprache                                                                                                  | Bodendenkmalnummer | Bemerkung | Bild |
| ------------------------------ | ---- | --- | ------------------ | --------- | ---- |
| Birkenwerder, Borgsdorf (Lage) | 9, 4 | Rast- und Werkplatz Mesolithikum, Siedlung Neolithikum                                                         | 70113              |           |      |
| Birkenwerder, Borgsdorf (Lage) | 2    | Rast- und Werkplatz Mesolithikum, Siedlung Bronzezeit, Siedlung Eisenzeit                                      | 70116              |           |      |
| Borgsdorf (Lage)               | 4    | Gräberfeld Urgeschichte                                                                                        | 70031              |           |      |
| Borgsdorf (Lage)               | 2    | Rast- und Werkplatz Paläolithikum, Rast- und Werkplatz Mesolithikum, Siedlung Neolithikum, Siedlung Bronzezeit | 70115              |           |      |
| Borgsdorf (Lage)               | 2    | Rast- und Werkplatz Mesolithikum, Siedlung Neolithikum                                                         | 70117              |           |      |
| Borgsdorf (Lage)               | 5    | Rast- und Werkplatz Steinzeit                                                                                  | 70118              |           |      |
| Borgsdorf (Lage)               | 2, 4 | Dorfkern Mittelalter, Dorfkern Neuzeit, Siedlung Bronzezeit, Siedlung Eisenzeit                                | 70120              |           |      |
| Borgsdorf (Lage)               | 4    | Dorfkern deutsches Mittelalter, Dorfkern Neuzeit                                                               | 70128              |           |      |
| Borgsdorf (Lage)               | 4    | Rast- und Werkplatz Mesolithikum                                                                               | 70441              |           |      |
| Borgsdorf (Lage)               | 2    | Siedlung Bronzezeit, Gräberfeld Eisenzeit, Rast- und Werkplatz Mesolithikum                                    | 70534              |           |      |
| Borgsdorf, Oranienburg (Lage)  | 2, 3 | Rast- und Werkplatz Paläolithikum, Rast- und Werkplatz Mesolithikum, Siedlung slawisches Mittelalter           | 70149              |           |      |

## Hohen Neuendorf
| Gemarkung                            | Flur     | Kurzansprache | Bodendenkmalnummer | Bemerkung | Bild |
| ------------------------------------ | -------- | --- | ------------------ | --------- | ---- |
| Birkenwerder, Hohen Neuendorf (Lage) | 8, 16    | Siedlung Steinzeit | 70109              |           |      |
| Birkenwerder, Hohen Neuendorf (Lage) | 8, 16    | Siedlung Bronzezeit, Siedlung Eisenzeit                                                                                                 | 70110              |           |      |
| Hohen Neuendorf (Lage)               | 16       | Rast- und Werkplatz Mesolithikum, Siedlung Bronzezeit, Siedlung slawisches Mittelalter, Siedlung deutsches Mittelalter, Hort Bronzezeit | 70023              |           |      |
| Hohen Neuendorf (Lage)               | 1        | Siedlung slawisches Mittelalter, Pechhütte deutsches Mittelalter                                                                        | 70024              |           |      |
| Hohen Neuendorf (Lage)               | 14, 16   | Rast- und Werkplatz Mesolithikum, Siedlung Urgeschichte, Gräberfeld Bronzezeit                                                          | 70027              |           |      |
| Hohen Neuendorf (Lage)               | 15       | Gräberfeld Bronzezeit | 70028              |           |      |
| Hohen Neuendorf (Lage)               | 1        | Pechhütte Neuzeit | 70029              |           |      |
| Hohen Neuendorf (Lage)               | 1, 10, 9 | Dorfkern Mittelalter, Dorfkern Neuzeit                                                                                                  | 70093              |           |      |

## Stolpe
| Gemarkung     | Flur | Kurzansprache                                         | Bodendenkmalnummer | Bemerkung | Bild |
| ------------- | ---- | ----------------------------------------------------- | ------------------ | --------- | ---- |
| Stolpe (Lage) | 1    | Siedlung Bronzezeit, Rast- und Werkplatz Mesolithikum | 70016              |           |      |
| Stolpe (Lage) | 1    | Siedlung Bronzezeit, Siedlung römische Kaiserzeit     | 70019              |           |      |
| Stolpe (Lage) | 3    | Dorfkern Mittelalter, Dorfkern Neuzeit                | 70026              |           |      |